# Йео, Бренда
Бренда Йео (род. 25 декабря 1963) — сингапурский географ, специалист в области социальной географии: география миграций, гендерной географии и постколониальных городов. Лауреат Премии Вотрена Люда (2021), аналога Нобелевской премии в области географии.

## Образование
Бренда Йео получила степень магистра в Кембриджском университете. Защитила диссертацию по географии в Оксфордском университете.

## Карьера
С 1987 года Бренда Йео работает в Национальном университете Сингапура, где занимает должность Раффлзовского профессора общественных наук в департаменте географии, где она также возглавляет центр исследований миграций в Институте исследований Азии НУС.
В 2000 году Бренда Йео работала в Калифорнийском университете в Беркли по программе Фулбрайта.
В 2021 году она была избрана членом Британской академии.
Бренда Йео является главным редактором журнала Asian Population Studies, а также соредактором журнала Gender, Place and Culture. Она состоит в комиссии по географии населения Международного географического союза.

## Вклад в науку
Основные работы Бренды Йео относятся к социальной географии. Её научные интересы лежат в области изучения политик пространства постколониальных городов, гендерной географии и географии миграций. Бренда Йео автор множества книг и статей о мобильности различных групп населения в Азии (студентов, детей, молодежи вообще, вынужденных миграций) и ее влияния на политическое пространство и общественные отношения в азиатских городах, а также на производство пространственного неравенства.

## Основные труды
Автор более 35 книг и 230 статей в научных журналах.
- Katie Willis and Brenda SA Yeoh, Gender and migration, Edward Elgar, 2000.
- Lily Kong and Brenda SA Yeoh. Singapore: a developmental city state, Wiley, 1997.
- Brenda SA Yeoh, Contested memoryscapes: the politics of Second World War commemoration in Singapore, 2016.